# 完全五度
完全五度（かんぜんごど）とは、音楽における音程のひとつである。P5 (Perfect 5th) と略記する。五度の関係にある音程のうち、七半音差にあるものが完全五度、六半音差にあるものが減五度である。
純正律においては、根音と完全五度の周波数の比が2:3になる。完全四度の転回音程である。

## そのほかの五度の種類
- 減五度
- 増五度
- 空虚五度